# Айзенахер Штрассе (станция метро)
«Айзенахер Штрассе» (нем. Eisenacher Straße) — станция Берлинского метрополитена. Расположена на линии U7 между станциями «Клайстпарк» (нем. Kleistpark) и «Байеришер Плац» (нем. Bayerischer Platz). Станция находится в берлинском районе Шёнеберг на пересечении улиц Груневальдштрассе (нем. Grunewaldstraße) и Айзенахер Штрассе.

## История
Станция открыта 29 января 1971 года в составе участка «Мёкернбрюке» — «Фербеллинер Плац».

## Архитектура и оформление
Двухпролётная колонная станция мелкого заложения. Стены облицованы зелёными панелями этернита, колонны облицованы жёлтой кафельной плиткой. По замыслу архитекторов, зелёный цвет должен напоминать о тюрингском городе Айзенахе. Потолок станции оформлен в виде двух сводов, лежащих по обе стороны от ряда колонн и продолжающихся над всей длиной платформы.